# Encephalartos ghellinckii
Encephalartos ghellinckii Lem., 1867 è una pianta appartenente alla famiglia delle Zamiaceae, endemica del Sudafrica.

## Descrizione
È una cicade con fusto eretto o talora decombente, alto sino a 3 m e con diametro di 30–40 cm; spesso fusti secondari si originano da polloni che sorgono alla base del fusto principale.
Le foglie, pennate, arcuate, lunghe 70–100 cm, sorrette da un picciolo tomentoso lungo 20–25 cm,  sono disposte a corona all'apice del fusto e sono composte da circa 130 paia di foglioline lanceolate, con margine intero ed apice acuto, lunghe mediamente 8–14 cm.
È una specie dioica con esemplari maschili che presentano da 2 a 7 coni cilindrici, lunghi circa 20–25 cm e larghi 6–7 cm, peduncolati, di colore bruno, tomentosi, ed esemplari femminili che presentano da 2 a 5 coni ovoidali, lunghi 22–25 cm e con diametro di 12–15 cm, più o meno del medesimo colore di quelli maschili.
I semi sono ovoidali, lunghi 25–35 mm, ricoperti da un tegumento giallo oro.

## Distribuzione e habitat
E. ghellinkii è un endemismo delle province sudafricane del KwaZulu-Natal e della provincia del Capo orientale.
L'habitat varia dalle praterie montane alle falesie di arenaria con vegetazione arbustiva tipica del fynbos, da 700 a 2.400 m di altitudine.

## Conservazione
La IUCN Red List classifica E. ghellinckii come specie vulnerabile.

La specie è inserita nella Appendice I della Convention on International Trade of Endangered Species (CITES)